# 事業費モニタリング
事業費モニタリング（じぎょうひモニタリング）

## 導入の経緯
保険会社の監督当局である金融庁は、保険会社の経営効率化への取り組み等の経営努力を保険料に適宜適切に反映させる観点から、保険料のうち保険数理に直接よらない部分を中心に商品審査を簡素化するとともに、事業費に関する充実したモニタリングを行うことにより、監督の実効性の向上を図り、保険料の合理性・妥当性・公平性を確保した上で、保険商品の価格の弾力化を推進するため、2006年2月に「保険業法施行規則」および「保険会社向けの総合的な監督指針」を改正した。これは、2005年3月に公表した金融改革プログラムにおいて検討課題とされていた「保険商品の多様化と価格の弾力化の推進」の具体的施策の一部として実施されたものである。